# Antoine Carré
Antoine Carré foi um violonista e compositor clássico no período Barroco.
Seu primeiro livro intitula-se “Livre de Guitarre Contenant Plusieurs Pièces...Avec la Manière de Toucher Sur la Partie ou Basse Continue”, publicado em Paris em 1671.
O segundo, “Livre de Pièces de Guitarre de Musique...” (Livro de peças músicais para violão), também foi publicado em Paris, provavelmente entre 1675 e 1690.